# Miasta Sudanu
Według danych oficjalnych pochodzących z 2008 roku Sudan posiadał ponad 60 miast o ludności przekraczającej 20 tys. mieszkańców. Stolica kraju Chartum oraz miasta Omdurman i Chartum Północny liczyli ponad milion mieszkańców; 14 miast z ludnością 100÷500 tys.; 16 miast z ludnością 50÷100 tys.; 23 miasta z ludnością 25÷50 tys. oraz reszta miast poniżej 25 tys. mieszkańców.

## Największe miasta w Sudanie
Największe miasta w Sudanie według liczebności mieszkańców (stan na 22.04.2008):
| L.p. | Miasto                          | Wilajet           | Liczba ludności |
| ---- | ------------------------------- | ----------------- | --------------- |
| 1.   | Omdurman (أم درمان)             | Chartum           | 1 849 659       |
| 2.   | Chartum (الخرطوم)               | Chartum           | 1 410 858       |
| 3.   | Chartum Północny (الخرطوم بحري) | Chartum           | 1 012 211       |
| 4.   | Nijala (نيالا)                  | Darfur Południowy | 492 984         |
| 5.   | Port Sudan (بور سودان)          | Morza Czerwonego  | 394 561         |
| 6.   | Al-Ubajjid (الأبيض)             | Kordofan Północny | 345 126         |
| 7.   | Kassala (كسلا)                  | Kassala           | 298 529         |
| 8.   | Wad Madani (ود مدني)            | Al-Dżazira        | 289 482         |
| 9.   | Al-Kadarif (القضارف)            | Al-Kadarif        | 269 395         |
| 10.  | Al-Faszir (الفاشر)              | Darfur Północny   | 217 827         |

## Alfabetyczna lista miast w Sudanie
(w nawiasie nazwa oryginalna w języku arabskim, czcionką pogrubioną wydzielono miasta powyżej 1 mln)
- Abu Dżubajha (أبو جبيهة)
- Abu Zabad (أبو زبد)
- Ad-Damazin (الدمازين)
- Ad-Damir (الدامر)
- Ad-Dalandż (الدلنج)
- Ad-Dindar (الدندر)
- Ad-Duajn (الضعين)
- Ad-Duwajm (الدويم)
- Al-Dżazira Aba (الجزيرة ابا)
- Al-Dżunajna (الجنينة)
- Al-Fau (الفاو)
- Al-Faszaka (الفشقة)
- Al-Faszir (الفاشر)
- Al-Fula (الفولة)
- Al-Hawata (الحواتة)
- Al-Hasahisa (الحصاحيصا)
- Al-Huwatta (الحواتة)
- Al-Kadarif (القضارف)
- Al-Kutajna (القطينة)
- Al-Manakil (المناقل)
- Al-Midżlad (المجلد)
- Al-Ubajjid (الأبيض)
- An-Nuhud (النهود)
- Ardamata (آردمتا)
- Ar-Rahad (الرهد)
- Ar-Rusajris (الروصيرص)
- As-Suki (السوكي)
- Atbara (عطبرة)
- Babanusa (بابنوسة)
- Barbar (بربر)
- Buram (برام)
- Chartum (الخرطوم)
- Chartum Północny (الخرطوم بحري)
- Chaszm al-Kirba (خشم القربة)
- Dongola (دنقلا)
- Dżubajt (جبيت)
- Ghubajsz (غبيش)
- Hala’ib (حلائب)
- Halfa al-Dżadida (حلفا الجديدة)
- Kabkabijja (كبكابية)
- Kadukli (كادقلي)
- Kas (كاس)
- Kassala (كسلا)
- Kusti (كوستي)
- Kutum (كتم)
- Mellit (مليط)
- Nijala (نيالا)
- Omdurman (أم درمان)
- Port Sudan (بور سودان)
- Rabak (ربك)
- Rahad al-Bardi (رهيد البردي)
- Rufa’a (رفاعة)
- Sannar (سنار)
- Sindża (سنجة)
- Sinkat (ســنكــات)
- Sawakin (ســواكــن)
- Sziarija (شعيرية)
- Szandi (شندي)
- Tandalti (تندلتي)
- Taukar (طــوكـــر)
- Tullus (تلس)
- Umm Ruwaba (أم روابة)
- Umm Szuka (أم شوكة)
- Wad Madani (ود مدني)
- Zalindżi (زالنجي)